# STS-66
STS-66 (englisch Space Transportation System) ist eine Missionsbezeichnung für das US-amerikanische Space Shuttle Atlantis (OV-104) der NASA. Der Start erfolgte am 3. November 1994. Es war die 66. Space-Shuttle-Mission und der 13. Flug der Raumfähre Atlantis.

## Mannschaft
- Donald McMonagle (3. Raumflug), Kommandant
- Curtis Brown (2. Raumflug), Pilot
- Ellen Ochoa (2. Raumflug), Nutzlastspezialistin
- Scott Parazynski (1. Raumflug), Missionsspezialist
- Joseph Tanner (1. Raumflug), Missionsspezialist
- Jean-François Clervoy (1. Raumflug), Missionsspezialist (ESA)  Frankreich

## Missionsüberblick
Dieser Spacelab-Flug trug die Bezeichnung ATLAS-3 (Atmospheric Laboratory for Applications and Sciences) und ging der Frage nach, wie die Sonne das irdische Klima beeinflusst. Wie reagiert die Lufthülle der Erde auf die Sonnenenergie, speziell die ultraviolette Strahlung? Vor allem wurde das jahreszeitlich bedingte Verschwinden des antarktischen Ozonlochs und die damit einhergehende Erholung der Atmosphäre untersucht sowie die Veränderungen der Luft auf der nördlichen Halbkugel, wo gerade der Winter begann.
Die zweite Hauptnutzlast war CRISTA, das auf dem SPAS-Träger (Shuttle PAllet Satellite) montiert war. CRISTA erfasste die Verteilung der Spurengase in der Atmosphäre und wurde an der Universität Wuppertal entwickelt und gebaut.

## Missionsverlauf
Die Raumfähre Atlantis sollte am 3. November 1994 um 16:56 UTC die Startrampe verlassen. Wegen schlechten Wetters standen die Notlandeplätze auf der iberischen Halbinsel (Portugal und Spanien) an diesem Tag nicht zur Verfügung. Auch die dritte TAL-Bahn (Transatlantic Abort Landing) auf der marokkanischen Ben Guerir Air Base war nicht uneingeschränkt nutzbar, weil die Windgeschwindigkeiten zu hoch waren. Um die Wettersituation auf der Ben Guerir Air Base zu beobachten, wurde der Countdown bei der T-5-Minuten-Marke für knapp vier Minuten angehalten. Als die Werte für die Seitenwinde innerhalb akzeptabler Grenzen lagen, wurde grünes Licht für den Start gegeben.
Kurz nach Erreichen der Umlaufbahn wurden die ATLAS-Experimente aktiviert. Um rund um die Uhr arbeiten zu können, waren die Astronauten während des Fluges in zwei Schichten eingeteilt: Das Rote Team bestand aus dem Kommandanten Donald McMonagle sowie den Missionsspezialisten Ellen Ochoa und Joe Tanner. Die übrigen Crewmitglieder (Pilot Curtis Brown mit den Missionsspezialisten Scott Parazynski und Jean-François Clervoy) waren im Blauen Team zusammengefasst.

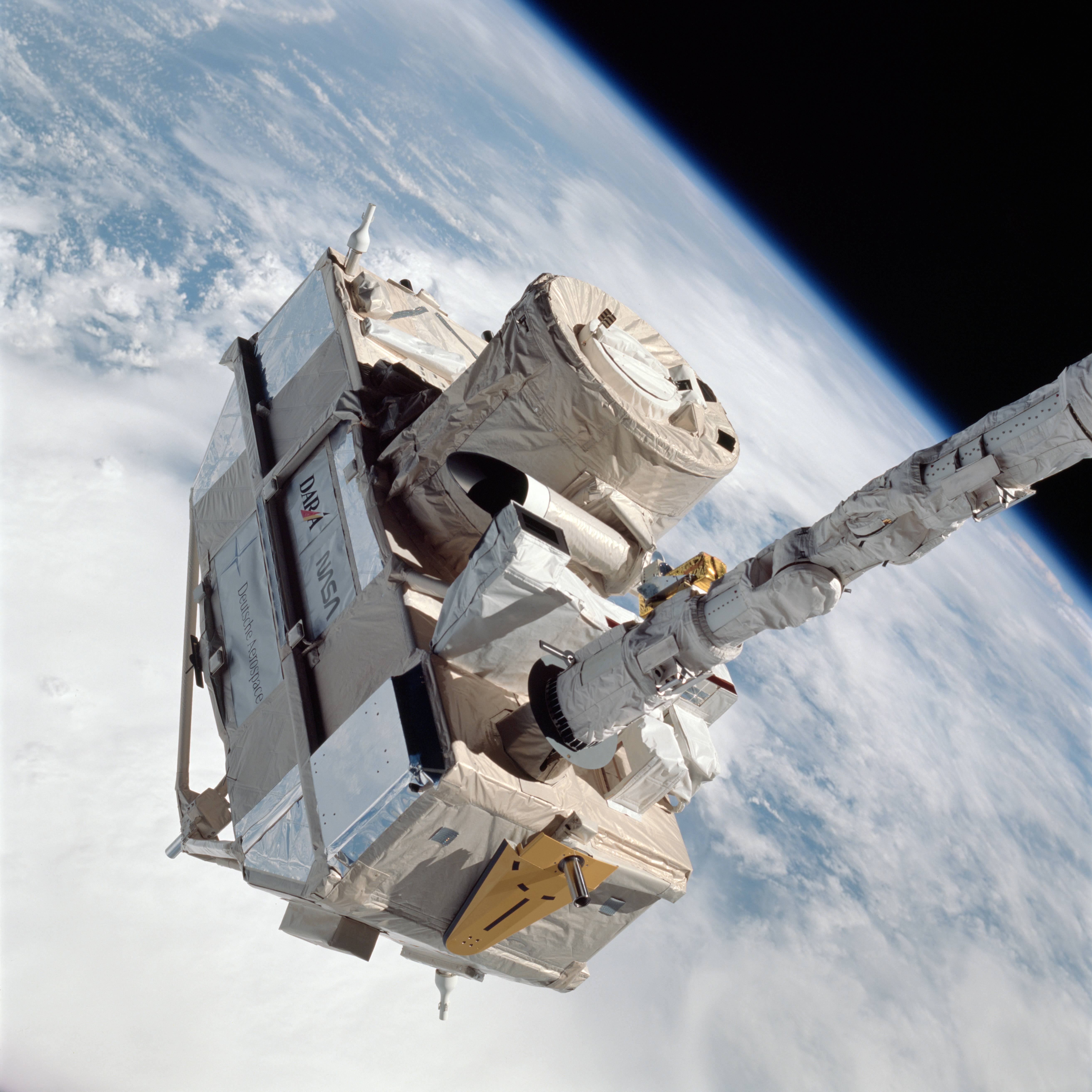
CRISTA-SPAS 02 wird aus dem Laderaum der Raumfähre gehoben

Vier Stunden nach dem Start überprüfte Missionsspezialistin Ochoa den Roboterarm des Shuttles und ergriff CRISTA-SPAS, der am nächsten Tag (4. November) von ihrem französischen Kollegen Clervoy aus der Ladebucht des Shuttles gehoben und um 12:50 UTC freigelassen wurde. Die Atlantis flog zu diesem Zeitpunkt über Deutschland. CRISTA-SPAS entfernte sich vom Shuttle und folgte ihm zwischen 40 und 70 Kilometer Entfernung, um ungestört Messungen vornehmen zu können.
Missionsspezialistin Ellen Ochoa aktivierte das SSBUV Experiment, indem die Abdeckungen des Gerätes geöffnet wurden, um abzukühlen und auszugasen. Das Experiment dient zur Überprüfung und Kalibrierung von Messdaten anderer NASA- und NOAA-Satelliten. Da Messgeräte für UV-Strahlung mit der Zeit degradieren, waren hier Vergleichsmessungen notwendig. Zur gleichen Zeit wurden deshalb zeitgleich Messungen auf anderen Satelliten vorgenommen, unter anderem auch auf dem russischen Meteor-3.
Am dritten Tag stand eine erste Drehung des Shuttles in Richtung CRISTA an, um wissenschaftliche Daten aufzunehmen und zur Erde weiterzusenden. Vier solche Manöver wurden durchgeführt. Zuerst bestanden einige Sorgen, ob die Entfernung für das Manöver ausreichend ist, da sich CRISTA nicht so schnell wie geplant vom Orbiter entfernte. Es war zu befürchten, dass die Triebwerksabgase die Optiken des freifliegenden Satelliten verunreinigen. Einige Stunden später war klar, dass der Abstand ausreichend war, und die Drehung wurde durchgeführt. In dieser Zeit liefen die Messungen mit den verschiedenen ATLAS-Beobachtungsgeräten weiter. Das SSBUV führte ebenfalls mehrere Messreihen durch.
In den folgenden Tagen wurden die Experimente und Messungen zur Atmosphärenchemie und -physik weitergeführt. Dabei wurden einige bahnbrechende Erkenntnisse schon während der Mission gewonnen, zum Beispiel wurde die Existenz eines Wirbels über dem Südpol nachgewiesen, der eine von der restlichen Atmosphäre relativ isolierte Luftmasse enthält und quasi als „Laborflasche“ angesehen werden kann. Das freifliegende Experiment CRISTA machte Spektraluntersuchungen mit einer Rate von 26 Spektren pro Sekunde. Auf diese Art und Weise konnten komplette 3-dimensionale Profile der Gaszusammensetzung der Erdatmosphären gewonnen werden, was noch nie zuvor gelang.
Am zehnten Flugtag bekam jede Schicht ein paar Stunden arbeitsfrei, ein Verfahren, das immer bei Missionen über zehn Tage Dauer angewandt wird.
Beim Einfangen von CRISTA wurde ein neues Manöver getestet, mit dem das Andockmanöver an der Raumstation MIR auf dem nächsten Flug der Atlantis (STS-71) demonstriert werden sollte. Hierbei nähert sich der Orbiter dem Ziel von unten, wobei die Lagetriebwerke weniger benutzt werden und somit eine Verunreinigung von Systemen der Raumstation wie z. B. Sonnenpaneele minimiert werden könnten. CRISTA wurde von Nutzlast-Commander Ellen Ochoa wieder eingefangen. Der Satellit hatte 100 Gigabit Daten erzeugt.
Die Landung war am Kennedy Space Center geplant, musste aber wegen starkem Wind, Regen und niedriger Wolkendecke, verursacht durch den Tropischen Sturm Gordon, zur Edwards Air Force Base umgeleitet werden.